# View
„View” – singel południowokoreańskiej grupy SHINee, wydany cyfrowo 18 maja 2015 roku w Korei Południowej. Promował minialbum Odd. Singel sprzedał się w Korei Południowej w nakładzie 724 659 egzemplarzy (stan na grudzień 2015 r.).
Choreografia do teledysku View została opracowana przez Iana Eastwooda. Teledysk do utworu ukazał się 18 maja 2015 na oficjalnym kanale YouTube wytwórni.
Utwór został nagrany ponownie w języku japońskim i znalazł się na japońskim albumie D×D×D.

## Lista utworów
| Nr | Tytuł  | Słowa                                    | Muzyka                                   | Czas |
| -- | ------ | ---------------------------------------- | ---------------------------------------- | ---- |
| 1. | "View" | Kim Jong-hyun (kor.) Sara Sakurai (jap.) | LDN Noise, Ryan S. Jhun, Adrian McKinnon | 3:10 |

## Notowania
| Lista                       | Pozycja |
| --------------------------- | ------- |
| Gaon Weekly Digital Chart   | 1       |
| Gaon Monthly Digital Chart  | 4       |
| Gaon Yearly Digital Chart   | 38      |
| Gaon Weekly Download Chart  | 3       |
| Gaon Monthly Download Chart | 3       |
| Gaon Yearly Download Chart  | 73      |
| Gaon Streaming Chart        | 5       |
| Gaon Mobile Chart           | 1       |
| Baidu Weekly Singles        | 8       |
| Billboard World Digital     | 2       |

## Nagrody
- Mnet Asian Music Awards 2015: „Dance Performance Male Group”[11]